# Creditcardformaat

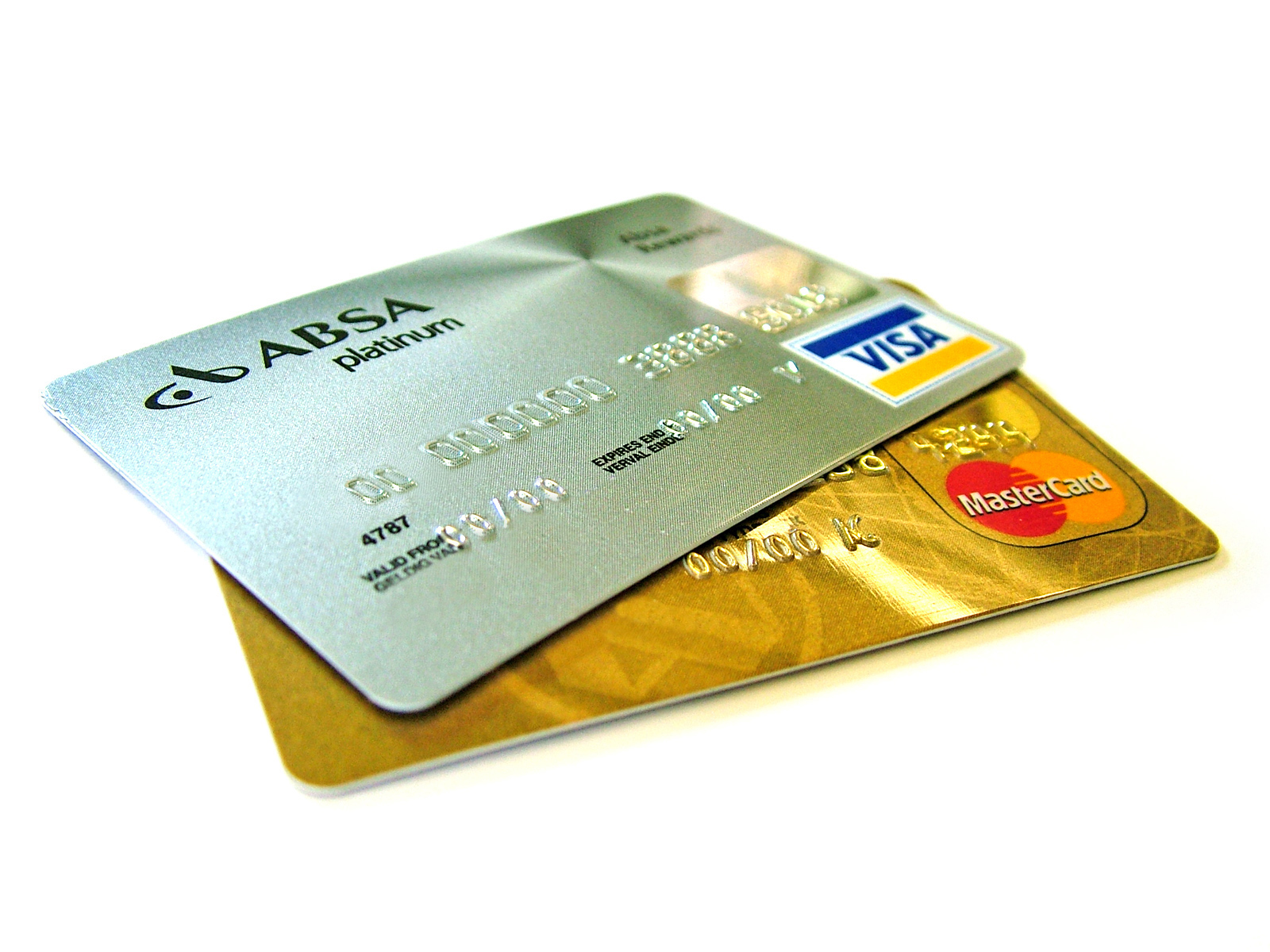
Creditcards

Creditcardformaat (kredietkaartenformaat, Engels: credit card sized) is het formaat dat tegenwoordig voor bijna alle creditcards, bankpassen en andere pasjes gebruikt wordt. In verschillende landen zijn bijvoorbeeld identiteitskaarten en/of rijbewijzen in creditcardformaat uitgevoerd. Ook worden klantenkaarten, zorgpassen en kentekenbewijzen uitgebracht op creditcardformaat.

## Afmetingen
Een creditkaart is 85,60 × 53,98 mm, de hoeken zijn afgerond met een straal van 3,18 mm en de dikte is 0,76 mm (exclusief eventuele verdikte karakters). 
Het grote voordeel van dit formaat is dat het redelijk handzaam is: het past makkelijk in een borstzak of portemonnee en toch past er voor veel toepassingen voldoende informatie op.

## Normen
Het formaat wordt gespecificeerd in een aantal normen:
- In ISO 7810 wordt het formaat van 85,60 × 53,98 mm gedefinieerd,
- in ISO 7813 worden de afgeronde hoeken en de dikte gedefinieerd.

Verder wordt de communicatie in een aantal normen gespecificeerd:
- ISO 7811 definieert enkele traditionele technieken om gegevens op een identiteitskaart te bewaren, zoals verdikte tekens en verscheidene magneetstripformaten.
- ISO 7816 definieert ID-1 identiteitskaarten met een chip (smartcard) en de contactvlakken voor de stroom, een kloksignaal, reset en gegevenssignalen.
- ISO 14443 definieert identiteitskaarten met een ingebedde chip (afstandskaart) en een magnetische lusantenne die op 13,56 MHz werkt (RFID). Aanvullende ICAO-standaarden voor machine-leesbare reisdocumenten specificeren een cryptografisch getekend bestandsformaat en authenticatieprotocol om biometrische kenmerken zoals foto's van een gezicht, vingerafdrukken en/of irisscans in ISO 14443 RFID chips op te slaan

## Andere toepassingen

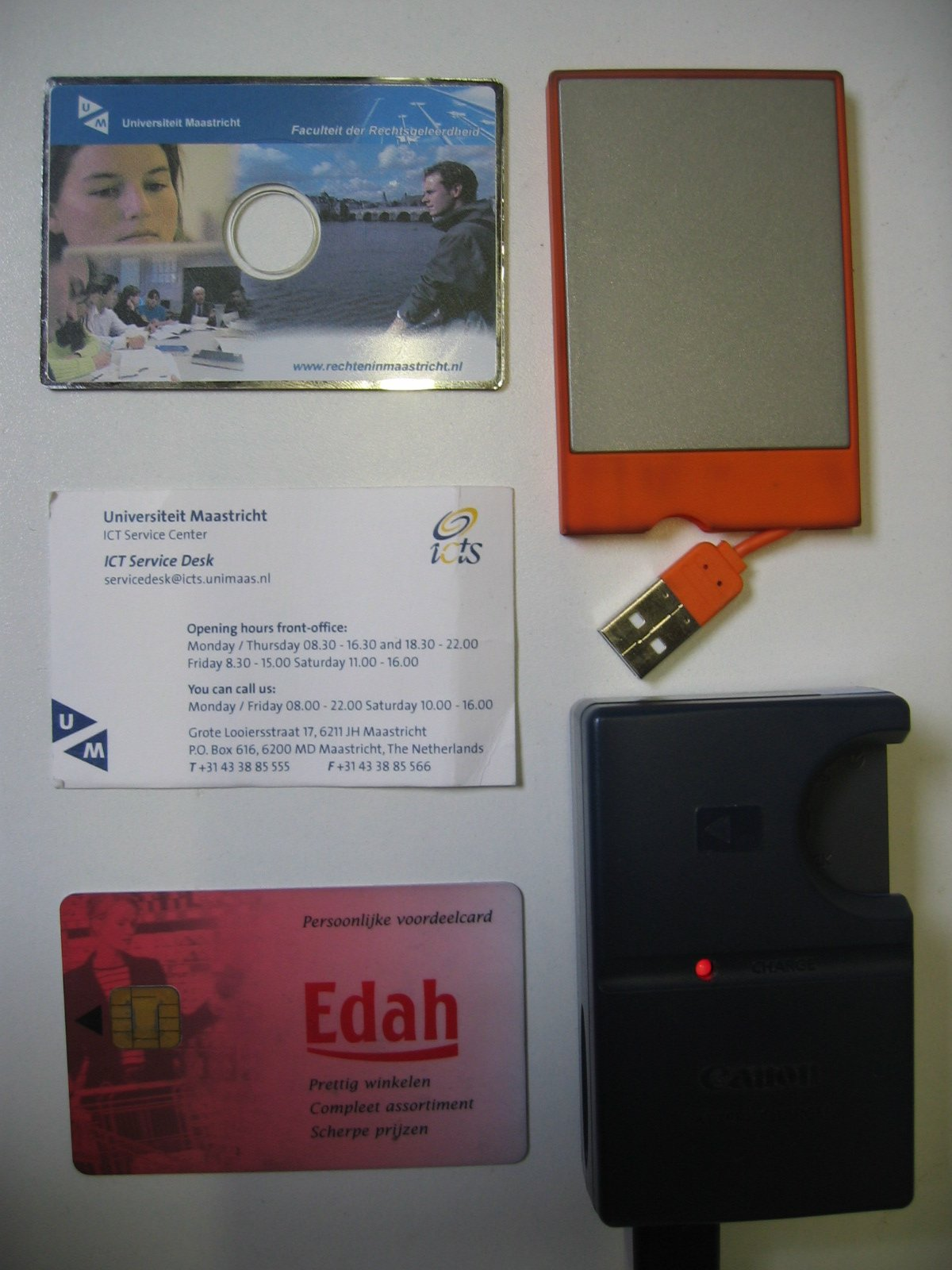
Andere objecten op creditcardformaat:
Een promotionele cd-rom,
een visitekaartje,
een Edah-klantenkaart,
een LaCie Carte Orange USB-kaart,
een lader voor de accu's van een Canon IXUS-fototoestel.

Tegenwoordig is de term creditcardformaat een reclamekreet, en wordt het gebruikt voor vele objecten die weinig tot niets met creditcards te maken hebben.
Veel visitekaartjes hebben het formaat van een creditcard. Ook bestaan er speciale cd's die niet rond maar rechthoekig zijn. Op deze kaartjes past zo'n 50 MB aan gegevens, en ze worden vaak als promotieartikel uitgedeeld. Ook sommige gebruiksvoorwerpen zijn van creditcardformaat, al zijn ze meestal wel wat dikker:
- De Universiteit van Cambridge heeft een singleboardcomputer met de naam Raspberry Pi ontwikkeld.
- De Canon IXUS-digital-fototoestellen, evenals de laders voor de accu's van deze fototoestellen.
- Victorinox brengt een Zwitsers zakmes op de markt in creditcardformaat.
- LaCie heeft een harde schijf op creditcardformaat op de markt gebracht die via USB aangesloten kan worden.
- Samsung heeft met de P300 een mobiele telefoon op creditcardformaat.
- Een insteekkaartje voor een laptop (pc card) heeft de maat van een creditcard.